# Keegan Messing
Keegan Messing (Girdwood, 23 gennaio 1992) è un pattinatore artistico su ghiaccio canadese e statunitense.

## Biografia
Ha due fratelli, Paxon e Tanner; Paxon è rimasto ucciso in un incidente motociclistico all'età di 26 anni, nel 2019. Ha la doppia cittadinanza statunitense e canadese. Sua madre è nata a Edmonton, Alberta, Canada, ed è un pronipote di Manzo Nagano, il primo giapponese a immigrare ufficialmente in Canada. Suo padre è vigile del fuoco.
Dall'ottobre 2018 intrattiene una relazione sentimentale Lane Hodson. I due si sono sposati nell'estate del 2019. Ha un figlio di nome Wyatt nato nel luglio 2021 e una figlia nata nel gennaio 2023.

### Carriera
In rappresentanza degli Stati Uniti, è stato due volte campione dell'International Cup of Nice (2011, 2012) e medaglia di bronzo al Nebelhorn Trophy 2012. Si è classificato quarto ai mondiali juniores del 2010.
Ha rappresentato il Canada ai Giochi olimpici invernali di Pyeongchang 2018, dove si è classificato 12º nel singolo. Non ha partecipato alla gara a squadre, perché gli è stato preferito Patrick Chan.
È tornato alle Olimpiadi di Pechino 2022, in cui ha ottenuto l'11º nel singolo. Non è sceso sul ghiaccio nella gara a squadre, perché gli è stato preferito Roman Sadovsky.
Ha partecipato a quattro edizioni dei mondiali: nel 2018 si è classificato 8º, nel 2019 15º; nel 2021 6º e nel 2022 14º.

## Palmarès
GP: Grand Prix; CS: Challenger Series; JGP: Junior Grand Prix

### Per il Canada
| Internazionali                                                              | Internazionali | Internazionali | Internazionali | Internazionali | Internazionali | Internazionali | Internazionali | Internazionali | Internazionali |
| Evento                                                                      | 2014–15        | 2015–16        | 2016–17        | 2017–18        | 2018–19        | 2019–20        | 2020–21        | 2021–22        | 2022–23        |
| --------------------------------------------------------------------------- | -------------- | -------------- | -------------- | -------------- | -------------- | -------------- | -------------- | -------------- | -------------- |
| Giochi olimpici invernali                                                   |                |                |                | 12°            |                |                |                | 11°            |                |
| Campionati mondiali                                                         |                |                |                | 8°             | 15°            | C              | 6°             | 14°            | 7°             |
| Campionati dei Quattro continenti                                           |                |                |                |                | 4°             | 8°             | C              |                | 2°             |
| GP Finale                                                                   |                |                |                |                | 5°             |                |                |                |                |
| GP Cup of China                                                             |                |                |                |                |                | 4°             |                |                |                |
| GP della Finlandia                                                          |                |                |                |                |                |                |                |                | 8°             |
| GP Francia                                                                  |                |                |                |                |                |                |                | 6°             |                |
| GP NHK Trophy                                                               |                |                |                | 5°             |                |                |                |                |                |
| GP Rostelecom Cup                                                           |                |                |                |                | 5°             |                |                |                |                |
| GP Skate America                                                            |                |                |                |                |                | 4°             | 3°             |                |                |
| GP Skate Canada                                                             |                | 11°            |                | 8°             | 2°             |                |                | 5°             | 4°             |
| CS Autumn Classic                                                           |                |                | 4°             | 3°             |                | 3°             |                |                |                |
| CS Finlandia                                                                |                |                |                |                |                |                |                | 4°             |                |
| CS Golden Spin                                                              |                |                | 3°             |                |                |                |                | 1°             |                |
| CS Nebelhorn Trophy                                                         |                |                |                |                | 1°             |                |                |                | 1°             |
| CS Ondrej Nepela Trophy                                                     |                | 5°             |                |                |                |                |                |                |                |
| Nazionali                                                                   |                |                |                |                |                |                |                |                |                |
| Campionati canadesi                                                         | 5°             | 6°             | 5°             | 2°             | 3°             | 3°             | C              | 1°             | 1°             |
| SC Challenge                                                                | 3°             | 3°             |                |                |                |                |                |                |                |
| Eventi a squadre                                                            |                |                |                |                |                |                |                |                |                |
| World Team Trophy                                                           |                |                |                |                | 5° S 6° P      |                |                |                | 6° S 8° P      |
| C = Evento cancellato; S = Risultato della squadra; P = Risultato personale |                |                |                |                |                |                |                |                |                |

### Per gli Stati Uniti
| Internazionali                                                   | Internazionali | Internazionali | Internazionali | Internazionali | Internazionali | Internazionali | Internazionali | Internazionali | Internazionali | Internazionali | Internazionali | Internazionali |
| Evento                                                           | 2002–03        | 2003–04        | 2004–05        | 2005–06        | 2006–07        | 2007–08        | 2008–09        | 2009–10        | 2010–11        | 2011–12        | 2012–13        | 2013–14        |
| ---------------------------------------------------------------- | -------------- | -------------- | -------------- | -------------- | -------------- | -------------- | -------------- | -------------- | -------------- | -------------- | -------------- | -------------- |
| Cup of Nice                                                      |                |                |                |                |                |                |                |                |                | 1°             | 1°             |                |
| Nebelhorn Trophy                                                 |                |                |                |                |                |                |                |                |                |                | 3°             |                |
| Internazionali: Junior                                           |                |                |                |                |                |                |                |                |                |                |                |                |
| Campionati mondiali                                              |                |                |                |                |                |                |                | 4°             | 4°             |                |                |                |
| JGP Finale                                                       |                |                |                |                |                |                |                |                | 5°             |                |                |                |
| JGP Repubblica Ceca                                              |                |                |                |                |                |                | 4°             |                | 4°             |                |                |                |
| JGP Polonia                                                      |                |                |                |                |                |                |                | 6°             |                |                |                |                |
| JGP Romania                                                      |                |                |                |                |                |                |                |                | 1°             |                |                |                |
| JGP Gran Bretagna                                                |                |                |                |                |                | 13°            | 2°             |                |                |                |                |                |
| Egna Spring Trophy                                               |                |                |                |                | 6° J           |                |                |                |                |                |                |                |
| Nazionali                                                        |                |                |                |                |                |                |                |                |                |                |                |                |
| Campionati statunitensi                                          |                |                |                |                | 3° N           | 5° J           | 2° J           | 9°             | 8°             | 7°             | 16°            | 12°            |
| Campionati statunitensi junior                                   |                | 5° V           | 6° I           | 9° I           |                |                |                |                |                |                |                |                |
| Pacific Coast Sectional                                          |                |                |                |                | 1° N           | 2° J           | 1° J           | 2°             |                | 3°             | 1°             | 4°             |
| Northwest Pacific Regionals                                      | 1° V           | 1° V           | 1° I           | 1° I           | 1° N           |                |                |                |                |                |                |                |
| Livello: V = Juvenile, I = Intermediate; N = Novice, J. = Junior |                |                |                |                |                |                |                |                |                |                |                |                |